# 天主教菲律宾圣若瑟教区
天主教菲律賓聖若瑟教區 （拉丁語：Dioecesis Sancti Iosephi in Insulis Philippinis）是菲律賓一個羅馬天主教教區，屬天主教仁牙因暨達古潘總教區。轄區包括新怡詩夏省南部。
2006年有教友532,638人、19個堂區、32名司鐸。教區主教自2011年4月20日起由於米洛‧韋爾加拉調任而懸空。主教座堂為聖約瑟座堂。
1984年2月16日設立教區。